# Exocentrus nigrofasciatus
Exocentrus nigrofasciatus är en skalbaggsart som beskrevs av Stefan von Breuning 1961. Exocentrus nigrofasciatus ingår i släktet Exocentrus och familjen långhorningar.
Artens utbredningsområde är Ghana. Inga underarter finns listade i Catalogue of Life.